# Abby Bishop
Abby Bishop, född den 29 november 1988 i Booleroo Centre, Australien, är en australisk basketspelare som tog OS-brons i dambasket vid olympiska sommarspelen 2012 i London. 